# Le Plessis-Belleville
Le Plessis-Belleville è un comune francese di 3 253 abitanti situato nel dipartimento dell'Oise della regione dell'Alta Francia.

## Società

### Evoluzione demografica
Abitanti censiti